# Hawenniyo
Hawenniyo, Raweno o Hawenio (grande voce o grande dominatore) era considerato il Creatore e/o il Grande Spirito nella cultura mohawk, urone e irochese.
A lui erano destinati il fumo del tabacco bruciato e l'olocausto del cane bianco. Il nome Hawenio, tuttavia, venne utilizzato dallo stesso popolo per indicare Dio quando divennero cristiani.